# ملعب لاس غوناس
ملعب لاس غوناس هو ملعب كرة قدم يقع في لوغرونيو، لا ريوخا، إسبانيا. يتسع الملعب لـ16.500 مشجع وافتتح في 28 فبراير 2002. هو الملعب الرئيسي لنادي يونيون ديبورتيفا لوغرينييس، الذي يلعب في الدوري الإسباني الدرجة الثانية بي|الدوري الإسباني الدرجة الثانية ب.